# Kalinowo (powiat sejneński)
Kalinowo (dodatkowa nazwa w j. litewskim Kalinavas) – wieś w Polsce położona w województwie podlaskim, w powiecie sejneńskim, w gminie Puńsk.
| SIMC    | Nazwa      | Rodzaj    |
| ------- | ---------- | --------- |
| 1011773 | Święciszki | część wsi |

W latach 1975–1998 miejscowość należała administracyjnie do województwa suwalskiego.